# Stramonita biserialis
La especie Stramonita biserialis, previamente denominada como Thais biserialis, es una concha o caracol marino, una especie de molusco gasterópodo bentónico perteneciente a la familia Muricidae1. Habita en zonas poco profundas con fondos rocosos2.

## Clasificación y descripción

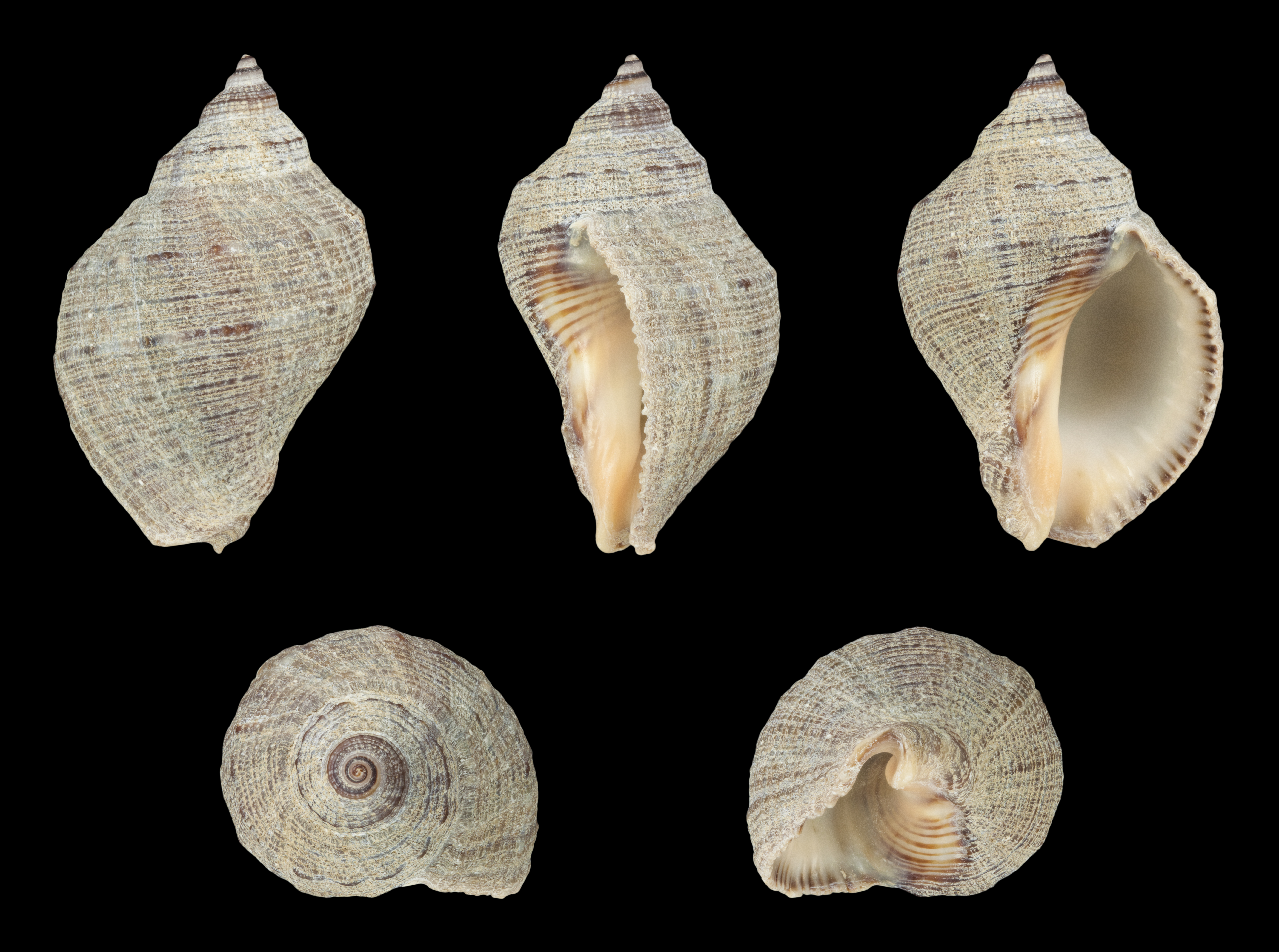
Forma lisa

Concha sólida, ligeramente nodulosa de color marrón con manchas irregulares de color más claro. Interior de la concha de color salmón. Labio externo denticulado. Los organismos adultos pueden alcanzar hasta los 75 milímetros2.

## Distribución
La especie Stramonita biserialis se distribuye desde la Isla Cedros, en Baja California, en el interior del Golfo de California, en México y hasta las costas de Chile, también se ha registrado en las Islas Galápagos2.

## Ambiente
Habita en zonas poco profundas con fondos rocosos2.

## Estado de Conservación
Hasta el momento en México no se encuentra en ninguna categoría de protección, ni en la Lista Roja de la IUCN (International Union for Conservation of Nature).